# Mart Gevers
Pour les articles homonymes, voir Gevers.
Mart Gevers, née à Anvers le 29 juillet 1932 et morte à Amsterdam le 5 novembre 2000, est une actrice belge d'expression néerlandaise.

## Biographie
Mart Gevers est fille de l'acteur Jos Gevers (nl). Actrice de théâtre, elle jouait avec la troupe théâtrale du Globe et est également apparue dans des séries télévisées et dans des films de long métrage.
Sur débuts à la télévision datent de 1959 dans Zwervers rond de kribbe, sous la direction d'Edward Deleu, aux côtés de Paul Cammermans et d'Irma De Veirman. Son premier rôle dans un long métrage fut dans Mira de Fons Rademakers.

## Filmographie sélective
- 1971 : Mira de Fons Rademakers : Manse Broeke
- 1975 : Keetje Tippel